# Мухаммад III (халиф Кордовы)
Мухаммад III (араб. محمد‎; полное имя — Абу Абд ар-Рахман Мухаммад ибн Абд ар-Рахман аль-Мустакфи Биллах (араб. أبو عبد الرحمن محمد بن عبد الرحمن المستكفي بالله‎); убит в 1025) — халиф Кордовы (1024—1025), праправнук Абд ар-Рахмана III, представитель династии Омейядов.

## Биография
Мухаммад III был провозглашён халифом в 1024 году, после убийства Абд ар-Рахмана V. В 1025 году он был также свергнут и убит в замке Уклес, ныне расположенном в одноимённом муниципалитете испанской провинции Куэнка.